# Ophiura mitescens
Ophiura mitescens är en ormstjärneart som beskrevs av Jean Baptiste François René Koehler 1922. Ophiura mitescens ingår i släktet Ophiura och familjen fransormstjärnor. Inga underarter finns listade i Catalogue of Life.